# 千代の園酒造
千代の園酒造株式会社（ちよのそのしゅぞう）は、熊本県山鹿市に本社を置く酒類醸造会社である。熊本で数少ない赤酒を製造している。1896年（明治29年）創業であり、山鹿市内で最も古い酒蔵である。

## 歴史

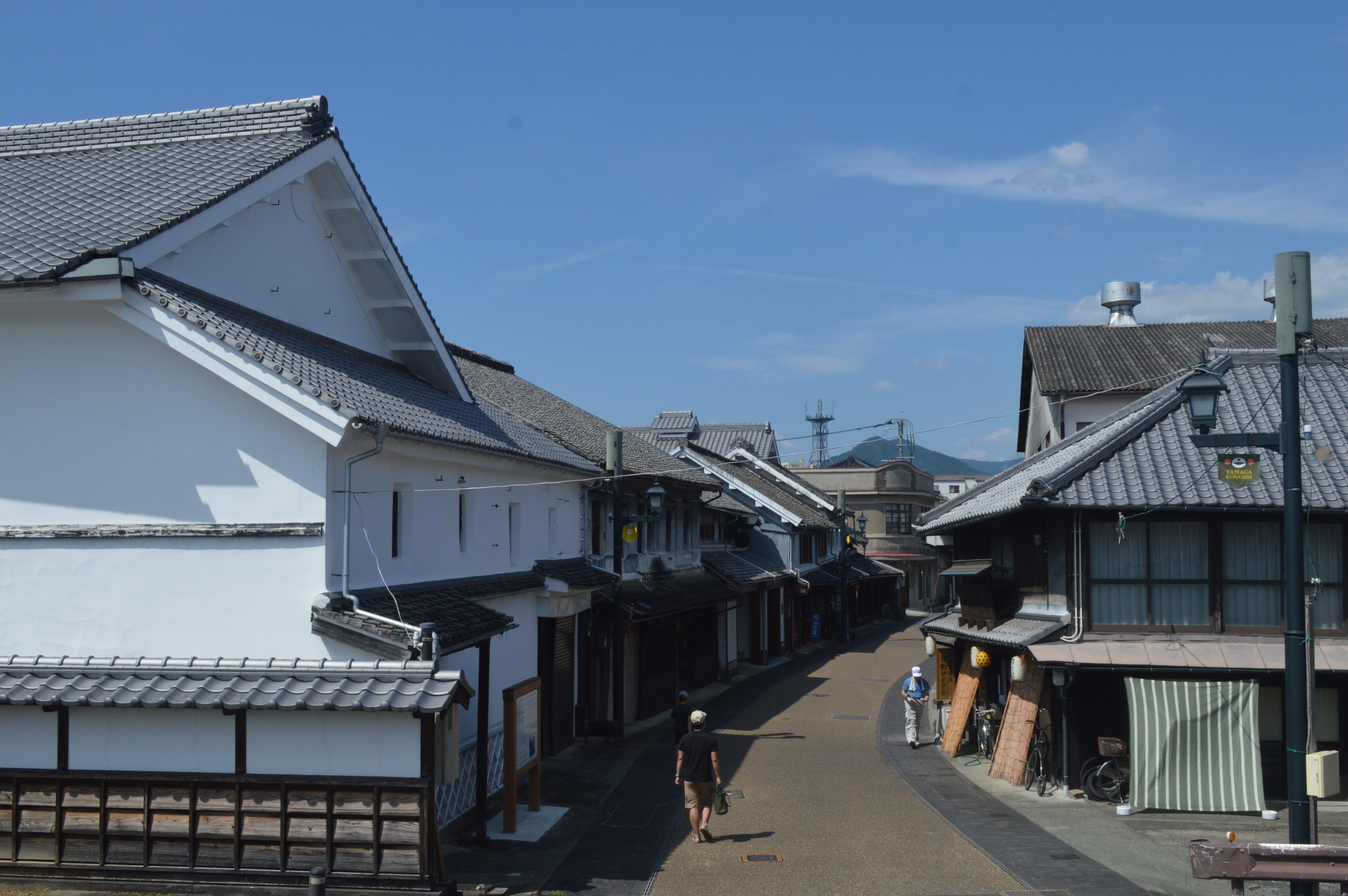
千代の園酒造の建物

本田喜久八は米の品種改良を行うなど米穀商を営んでいたが、1896年（明治29年）9月に酒蔵「八百屋」を始めた。
1934年（昭和9年）に初代本田勝太郎が後継者に就任した。太平洋戦争末期の1944年（昭和19年）、企業整備令により吉田酒造場、西牟田酒造場と合同して有限会社本田酒造場を設立した。1945年（昭和20年）には初代本田勝太郎が死去し、3代目本田勝太郎が社長に就任した。1956年（昭和31年）には有限会社本田商事となり、1960年（昭和35年）千代の園酒造株式会社に組織変更した。
1993年（平成5年）には株式会社千代田企業、株式会社ヤマコメを合併し、現在の体制に移行した。2000年（平成12年）には3代目本田勝太郎が会長に就任し、本田雅晴が第四代社長に就任した。

### 特徴
1960年代以降純米酒の製造に力を入れている。戦前まで日本酒といえばコメ100%の純米酒が一般的だったが、太平洋戦争下の米不足と配給制度でアルコールを添加させた普通酒が製造されるようになった。戦後の食糧難の影響もあり、純米酒は一時廃れてしまったが、1960年代前半に3代目本田勝太郎が純米酒の技術研究を開始。1968年（昭和43年）11月に純米酒「朱盃」の販売を開始した。
2018年には、熊本県農業研究センターが開発した新品種「華錦」を用いた商品開発を始め、資金をクラウドファンディングで調達した。
1999年（平成11年）にアメリカ合衆国へ輸出して以降、中国・シンガポール・カナダ・UAE・ドイツなどに販路を展開している。海外からの評価も高く、フランスで開催された日本酒コンクール「Kura Master」では、同社が出品した純米酒が2018年から2021年まで4年連続でプラチナ賞を受賞している。

## 歴代社長
- 初代：本田喜久八 - 米穀商だったが、1896年（明治29年）に清酒の醸造を開始した（創業者）。実業家として鹿本郡酒造組合長や山鹿実業会長を務めた。また、山鹿町が発足した1889年（明治22年）から山鹿町会議員を務め、鹿本郡会議員、鹿本郡会議長も務めている[7]。

- 第2代：初代本田勝太郎 - 1934年（昭和9年）に本田喜久八の後を継いだ。1945年（昭和20年）死去。

- 第3代：3代目本田勝太郎 - 1944年に広島工業専門学校(現在の広島大学)発酵工業科を卒業後、熊本財務局鑑定部を経て、1945年に22歳という若さで本田酒造の社長となった[8]。純米酒の復活・普及に貢献し、1973年には広島工専の一年後輩にあたる木村善美(招徳酒造社長)とともに純粋日本酒協会を結成し、勝太郎(三代目)が代表幹事に就任している[9]。山鹿商工会議所会頭、熊本県公安委員会委員長、熊本県酒造組合連合会長、日本酒造組合中央会理事、熊本県酒造研究所[注釈 1]社長を歴任した[2][8]。設計者の木村亀太郎が父方の祖父にあたる縁もあり、芝居小屋八千代座(国指定重文)の復興期成会長として、募金活動を行なった[2]。1997年勲四等瑞宝章[10]。2013年2月27日死去。没後に従五位[11]。

- 第4代：本田雅晴 - 日本国外の販路の開拓に成功。純粋日本酒協会代表幹事。

## エピソード
- 漫画『美味しんぼ』第54巻第3話「日本酒の実力<5>」には、本酒造が製造する「千代の園」が登場する。「日本酒の実力」のエピソードでは、日本酒業界が衰退傾向にある理由が醸造用アルコール等の添加物を使用した製造方法にあると指摘されている。本話には、国税庁の醸造試験所の元職員だった穂積という人物が登場し、主人公の山岡らに活性炭素や醸造用アルコールの問題点について語り、「千代の園」を含めた数種類の日本酒を「本物のお酒」として紹介している。ただし、千代の園は「室温で飲む酒だ。貯蔵するときはワインのように横向きに置く。」と述べられただけで、登場人物が実際に飲んではいない[12]。

## 主な商品

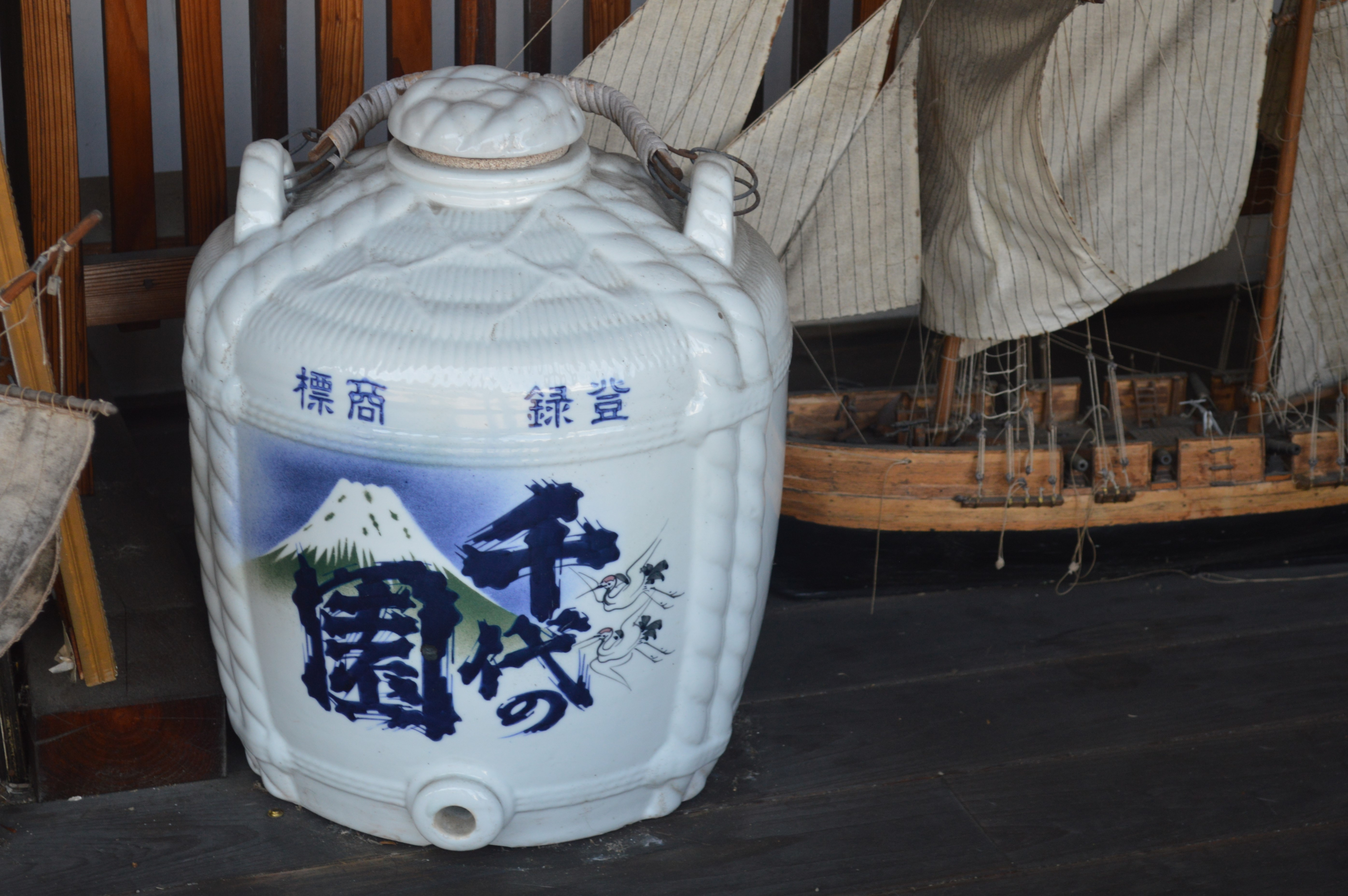
陶器酒樽

### 酒類
- 極上赤酒（赤酒）
- 純米焼酎「八千代座」（純米焼酎）
- 芋焼酎「八里半」[13]
- 「水景色」：1999年発売。すし米「旭１号」が原料の純米吟造酒。熊本県鹿本町が第三セクターの観光施設「水辺プラザ」の看板商品として、千代の園酒造に開発・製造を依頼した[14]。
- 「大吟醸「千代の園」Excel」：地元産の山田錦、熊本酵母を使用した純米大吟醸酒。瓶に詰めて醸成する「瓶囲い」で製造されている[15]。ビンにはコルク栓で閉められているのも特徴。「フランスの白ワインのような大吟醸」「完熟した果物のようなフルーティーな芳香」と評される[16]。
- 「純米吟醸 翼」：熊本県のオリジナル酒米「華錦」に熊本酵母を使用した純米吟醸酒。「しっかりとした味わい」「米本来の旨みを感じる」と評される[17]。
- 「ぱーぷる」：2004年に崇城大学工学部応用微生物工学科の研究グループと共同開発した紫サツマイモの醸造酒。基本的には清酒の製法であるが、材料に紫サツマイモ「アヤムラサキ」、焼酎用の白麹、ワイン用酵母を使用している。通常の製法とは異なるため、「ぱーぷる」は酒税法上の「その他の雑酒」に分類されることになり、千代の園酒造は「その他の雑酒」の製造免許を新たに取得することになった[18]。紫サツマイモに含まれるアントシアニンの影響で深い赤色をしており、フルーツのようですっきりした風味が特徴[18][19]。パッケージは芋版がイメージされたデザインで、崇城大学のデザイン学部の学生の手によるもの[20]。
- 「ココアシガレットに合うお酒」- 2020年発売。オリオンが製造する駄菓子ココアシガレットとのコラボ商品。熊本特産の雑酒・赤酒を使用し、ラベルはココアシガレットが意識された濃紺色となっている[21][22]

#### 生産終了品
- 「いっぱいどう大」 ：1999年発売。鷹正宗からの委託生産を行っており、販売元は鷹政宗。酒税法上みりんに分類されていた本直しであり、低価格の焼酎類似品として人気があった[23][24]。

### その他
- 乙女の柔肌水：地の塩社が発売する化粧水。山鹿市さくら湯の温泉水と千代の園酒造の純米酒がもとのコメ発酵液で製造されている[25]。

## 受賞歴

### 全国新酒鑑評会
- 「千代の園」 - 金賞（1988年度[26]、2008年度、2011年度[27]、2014年度[28]ほか)

### Kura Master
- 「千代の園 純米吟醸 泰斗」 - 純米酒部門プラチナ賞(2020年度・2021年度)、純米大吟醸&純米吟醸酒部門金賞（2018年度）[29]
- 「純米酒 朱盃」 - 純米酒部門プラチナ賞（2018年度）[29]
- 「純米大吟醸 朱盃」 - 純米大吟醸&純米吟醸酒部門金賞（2018年度）[29]
- 「千代の園 純米吟醸 翼」 - 純米酒部門プラチナ賞（2019年度・2021年度）、純米酒部門金賞（2020年度）[29]
- 「千代の園 純米吟醸 泰斗」 - 純米大吟醸酒部門金賞（2020年度）[29]

### 全国燗酒コンテスト
2015年以前はスローフードジャパン 燗酒コンテストとして開催。
- 「本醸造 千代の園 赤ラベル」- お値打ちぬる燗部門 最高金賞（2017年[30]）
- 「純米酒 朱盃」- お値打ち熱燗部門 金賞（2012年[31])、お値打ちぬる燗部門 金賞 (2015年[32]、2021年[33]）
- 「吟醸 熊本神力」- 極上燗酒部門 金賞（2013年[34]）、プレミアム燗酒部門 金賞（2019年[35]、2020年[36]）
- 「黒松 千代の園」- お値打ちぬる燗部門 金賞（2012年[31])、お値打ち熱燗部門 金賞 (2019年[35]）
- 「特別本醸造 昊」- お値打ちぬる燗部門 金賞（2016年[37]）
- 「純米吟醸 熊本神力」- プレミアム燗酒部門 金賞（2016年[37]、2019年[35]）
- 「純米大吟醸 朱盃 月暈」- プレミアム燗酒部門 金賞（2016年[37]）
- 「純米吟醸 朱盃 月扇」- プレミアム燗酒部門 金賞（2017年[37]）
- 「千代の園 特別本醸造 赤ラベル」- お値打ち熱燗部門 金賞（2021年[33]）

### ワイングラスでおいしい日本酒アワード
- 「大吟醸「千代の園」Excel」 - 大吟醸酒部門最高金賞（2015年[38]）、大吟醸酒部門金賞（2016年[39]、2017年[40])、プレミアム大吟醸部門金賞(2021年[41]）
- 「純米吟醸 熊本神力」 - プレミアム純米部門金賞（2018年[42]）